# Aeroportul Scatsta
Aeroportul Scatsta (IATA: SCS, ICAO: EGPM) este un aeroport din Shetland, Scoția, Regatul Unit ce deservește zona Shetland. Aeroportul a fost tranzitat în 2021 de 0 pasageri.
Situat la o altitudine de 25 m, aeroportul dispune de 1 pistă. Este operat de Serco Group⁠(d).

## Infrastructură

### Piste
Aeroportul dispune de o singură pistă. Pista 06/24 are suprafața de Macadam și dimensiunile 1.360 m × 31 m. 